# Station Słońsk
Station Słońsk is een spoorwegstation in de Poolse plaats Słońsk.